# Bunchosia biocellata
Bunchosia biocellata är en tvåhjärtbladig växtart som beskrevs av Schlecht.. Bunchosia biocellata ingår i släktet Bunchosia och familjen Malpighiaceae. Inga underarter finns listade i Catalogue of Life.